# Banara guianensis
Espèce
Classification APG IV (2016)
Statut de conservation UICN

 LC  : Préoccupation mineure
Synonymes
- Banara fagifolia Vahl
- Banara glandulosa (Desv. ex Ham.) Speg.
- Banara guianensis var. mollis (Poepp.) Eichler
- Banara guianensis var. spruceana Briq.
- Banara mollis (Poepp.) Tul.
- Banara pubescens Spruce ex Benth.
- Banara pyramidata Rusby
- Banara tulasnei J.F. Macbr.
- Kuhlia mollis Poepp.
- Laetia glandulosa Poepp. ex Tul.
- Trilix glandulosa Dombey ex Griseb.
- Trilix macrobotrys Ruiz & Pav.
- Xyladenius glandulosus Desv. ex Ham.[1]

Banara guianensis est une espèce de plantes à fleurs de la famille des Salicaceae (anciennement des Flacourtiaceae). Il s'agit de l'espèce type du genre Banara Aubl.. C'est un arbuste néotropical.
En Guyane, on le connaît sous les noms de mavévé sucrier (Créole), mulei sĩ (Wayãpi), tahuma (Palikur), Weti bita tiki (uman) (Aluku).
Au suriname, on l'appelle Bimiti joelèkoko (Arawak), Moembo etase pocté (Karib), Pickien fouroe dioifi (sranan tongo).
Au Venezuela, on le nomme Guanábana silvestre, Pan de acure, Pinito blanco, Rastrojero, Rastrojero blanco, Vara blanca (Espagnol), Ya’-ra paya yo’ (Panaré).

## Description
Banara guianensis est un arbuste haut d'environ 6 m.
Les feuilles mesurent 4–10(–15) cm de long pour 3,5-7 cm de large, ont les marges dentelées (environ 20–25 dents de chaque côté, avec des sinus profonds d'environ 1–2 mm entre les dentelures), avec une petite glande en cupuliforme à chaque dent, et une grande à la face supérieure de la base de la feuille (qui est arrondie ou subcordée). Le limbe est courtement acuminées au sommet, de forme oblongue ou étroitement oblongue, avec une pubescence brunâtre sur les nervures de la face inférieure qui apparaît globalement brunâtre.
Ses inflorescences grisâtres et pubérulentes, sont des panicules pyramidaux, très fleuris, longs de 10–40 cm.
Les boutons floraux de mesurent 2 à 4 mm de diamètre. Les fleurs jaunes sont trimères (plus rarement tétramères), et mesurent environ 8 mm de diamètre. Le placenta lamelliforme est divisé en 5-8.
Le fruit sub-globuleux mesure 8 mm de diamètre, est couvert d'une peau finement coriace, a l'intérieur pulpeux, et contient des graines ∞ ellipsoïdes, à côtes noires  longues de 1-1,5 mm,.

## Répartition
Banara guianensis est largement répandu du Costa Rica au Brésil en passant par le Nicaragua, le Panama, Trinidad, la Colombie, le Venezuela, le Guyana, le Suriname, la Guyane, l'est du Pérou (Amazonas) et la Bolivie,.

## Écologie
Banara guianensis est un petit arbre commun dans les forêts secondaires et les Forêts de plaine à feuilles caduques à sempervirentes, les écotones forêt-savane, les affleurements granitiques à (0)50–600 m d'altitude.

## Utilisations
En Guyane, la décoction de Banara guianensis sert de base à un remède Créole contre les maladies de foie.
Les Aluku emploient cette plante au goût amer, contre les douleurs abdominales et les troubles gatro-intestinaux, parfois contre la fièvre.

## Protologue

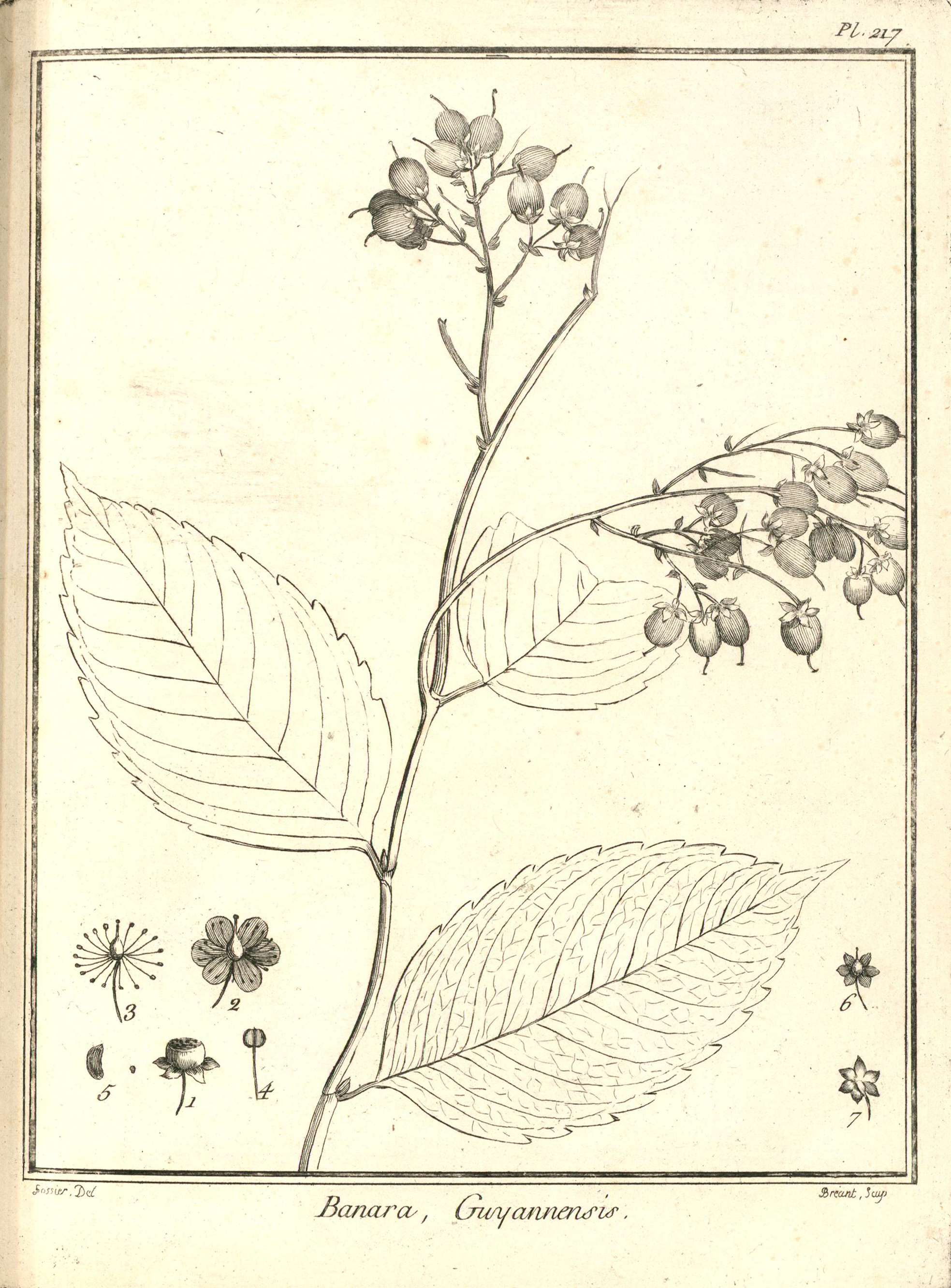
Banara guianensis : Planche 217 par Aublet (1775)
1. Baie coupée en travers. Semence. - 2. Corolle épanouie. Étamines. Piſtil. - 3. Ovaire. Style. Stigmate. Étamines. - 4. Étamine groſſie. - 5. Semence groſſie. - 6. Calice. Piſtil. - 7. Calice vu en deſſous.

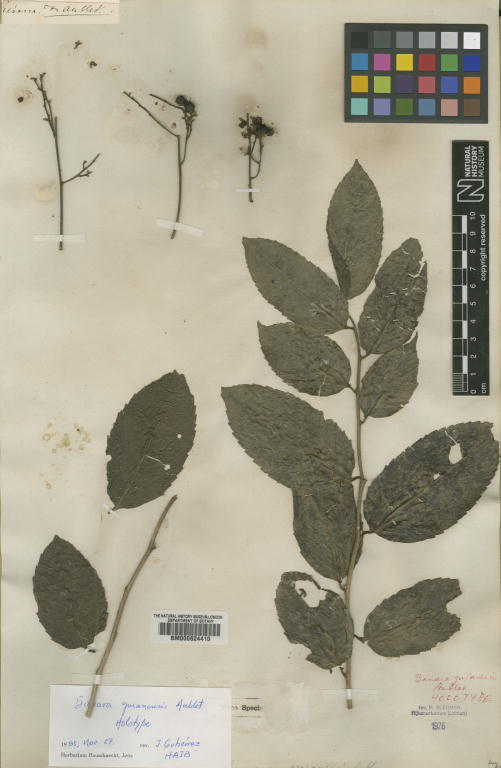
échantillon type de Banara guianensis récolté par Aublet en Guyane

En 1775, le botaniste Aublet propose le protologue suivant pour Banara guianensis : 
« BANARA Guianenſis. (Tabula 217.) 

Arbor decempedalis ; ramos plures hinc & indè ſparſos emittens; Folia alterna, ovato-oblonga 3 denticulata, acuta, ſupernè viridia, infernè ſubtomentoſa, pallide virentia, brevi petiolata. Stipule exiguae, decidual, ad baſim petioli. Flores racemoſi, axillares & terminales. Ramuli & pedunculi florum ad baſim squamula muniti. 
Florebat Maio, fructum ferebat Julio. 

Habitat in ſylvis Caïennſe. »

« LE BANARE de la Guiane. (PLANCHE 217.).
Le tronc de cet arbre s'élève de dix pieds & plus, ſur environ ſept pouces de diamètre. Son écorce eſt griſâtre. Son bois eſt blanchâtre, peu compacte. Il pouſſe à ſon ſommet pluſieurs branches qui ſe répandent en tous ſens. Ces branches ſont chargées de RAMEAUX grêles, flexibles, garnis de feuilles alternes, vertes, liſſes en deſſus, plus pâles & légèrement velues en deſſous, dentelées, ovales, terminées en pointe. Leur pédicule eſt court, accompagne à ſa baſe de deux petites stipules qui tombent de bonne heure. Les plus grandes feuilles ont cinq pouces de longueur, ſur deux pouces & demi de largeur. 
La fleur, le calice, la baie coupée en travers, & les grappes de fruit ſont repréſentés de grandeur naturelle. L'on a groſſi une étamine & une ſemence. 
Les fleurs naiſſent a l'aiſſelle des feuilles, ſur des grappes pendantes, chaque rameau, de même que le pédoncule particulier des fleurs, ſont garnis, à leur baſe, d'une petite écaille. 
Le calice eſt d'une ſeule pièce, arrondi à ſa baſe, diviſé profondément en ſix parties égales, en forme de roſette. Il ne tombe pas. 
La corolle eſt a ſix pétales jaunes, arrondis en forme de cuilleron, attaches par un onglet au deſſous des étamines. 
Les étamines ſont au nombre de quinze & plus, rangées autour d'un diſque qui porte l'ovaire. Leur filet ne déborde point la corolle. 
Les anthères ſont à deux bourſes. 
Le piſtil eſt un ovaire arrondi, porte ſur un diſque qui occupe le fond du calice ; il eſt ſurmonté d'un style, qui eſt de la hauteur des étamines, & terminé par un stigmate en forme de tête. 
L'ovaire devient une baie peu ſucculente, noire, a une ſeule loge remplie de menues semences. 
Cet arbre croît dans l'île de Caïenne. 
II étoit en fleur dans le mois de Mai, & en fruit en Juillet. »

— Fusée-Aublet, 1775.

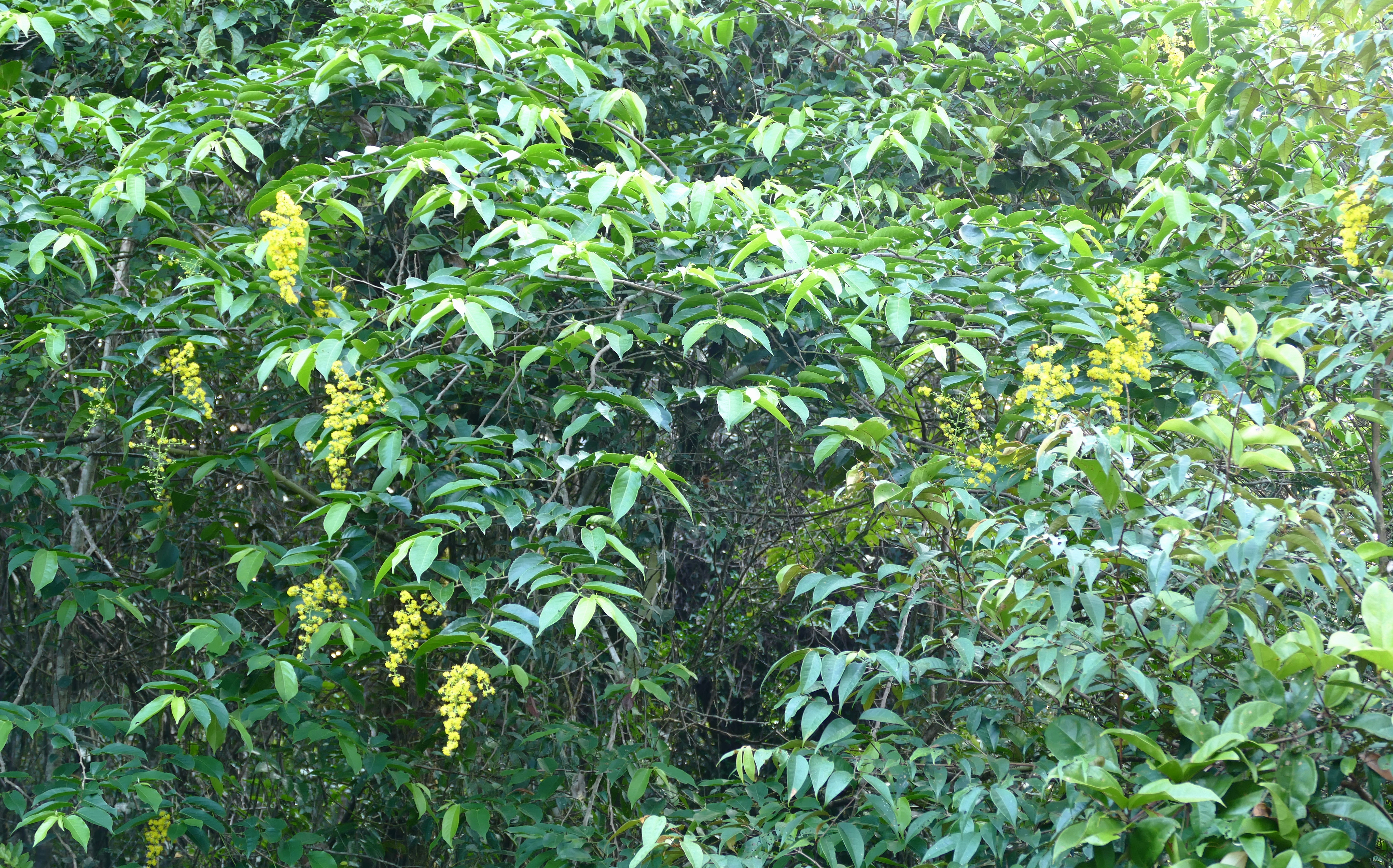
Pied de Banara guianensis au bord de la Route de Kaw (Roura, Guyane)
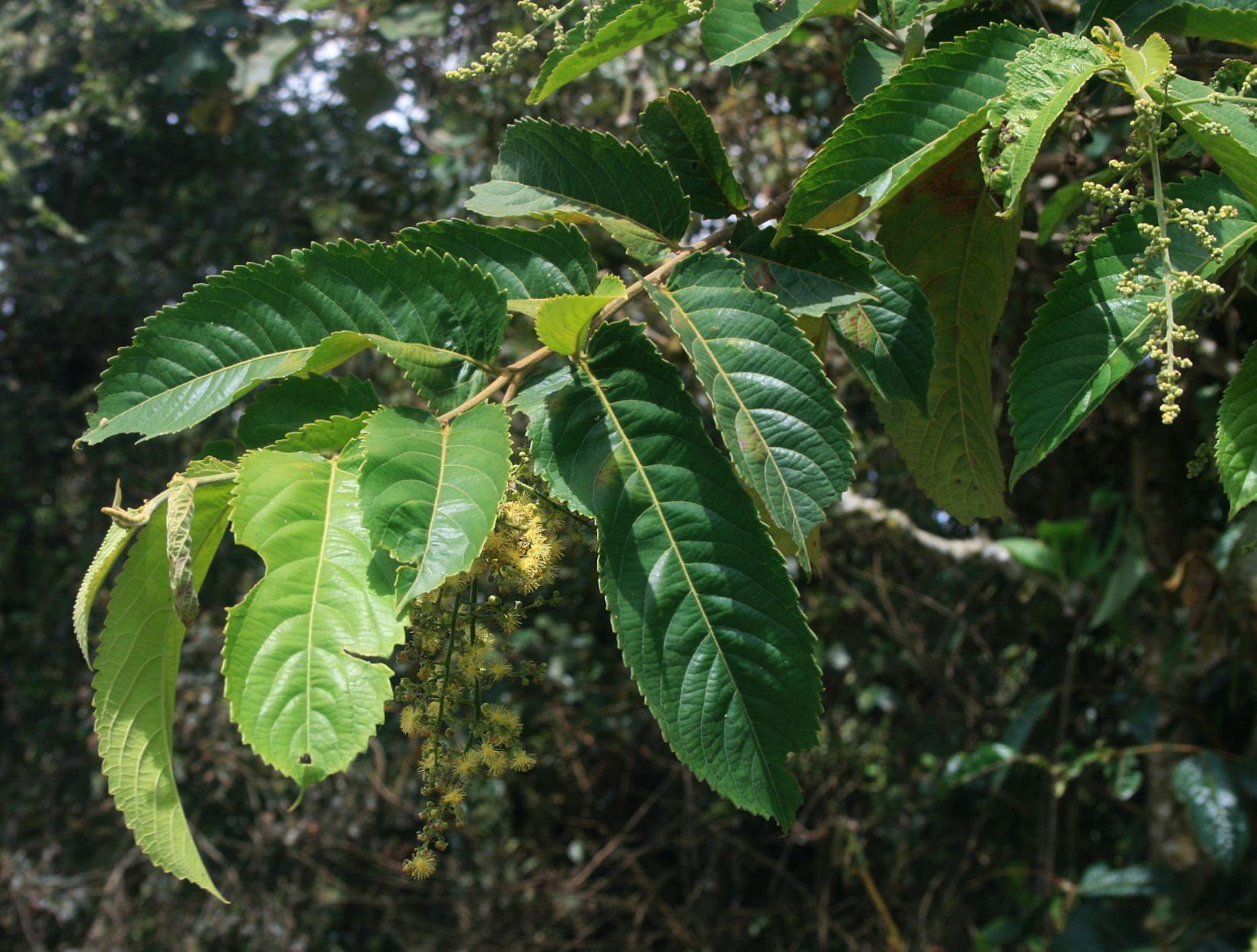
Rameau feuillé et boutons floraux de Banara guianensis dans le Parc archéologique de San Agustín, Alto de las Piedras, à 1820–1 830 m d'altitude, 4,5 km au nor-ord-est d'Isnos (Colombie)
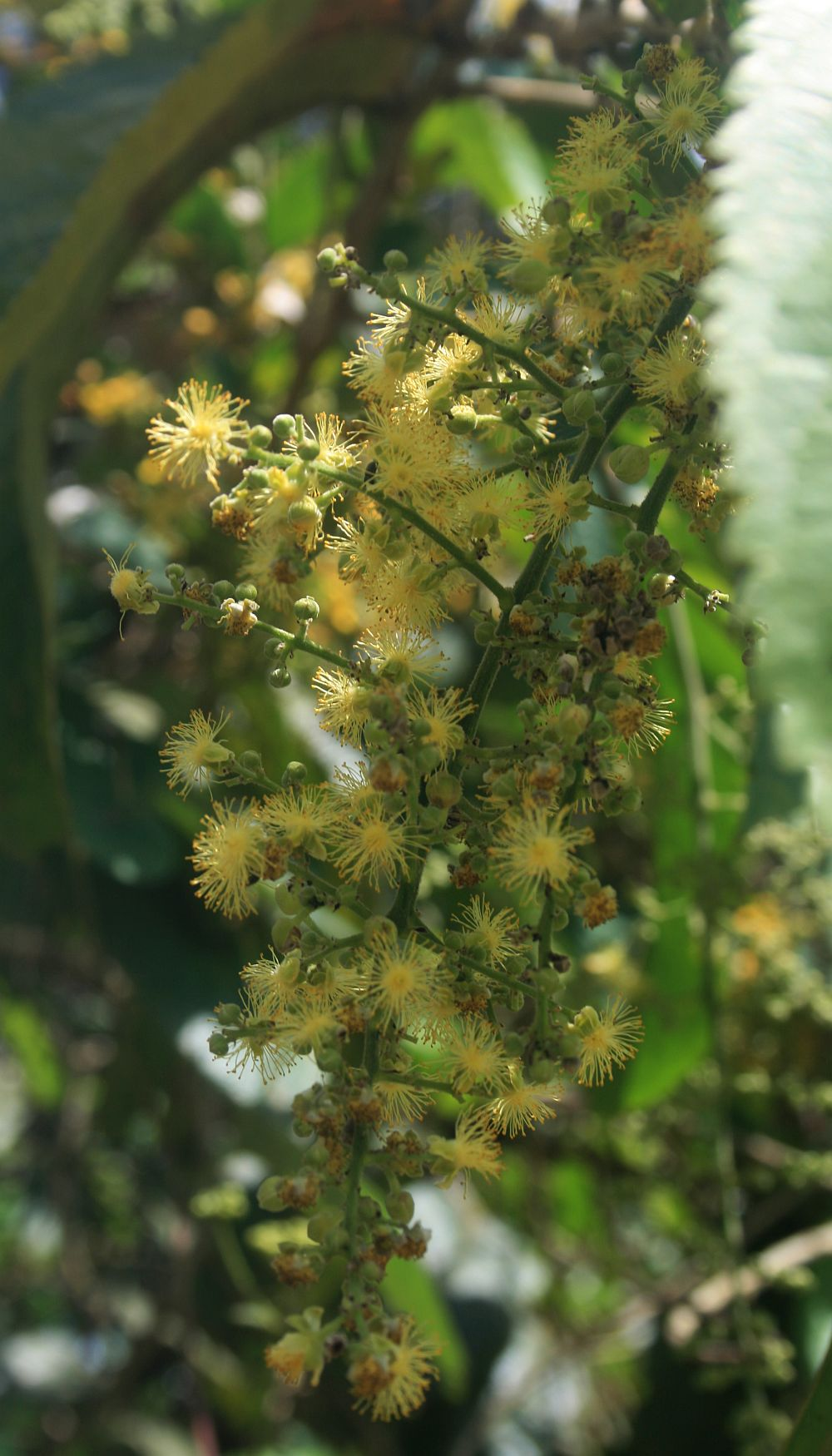
Inflorescence de Banara guianensis
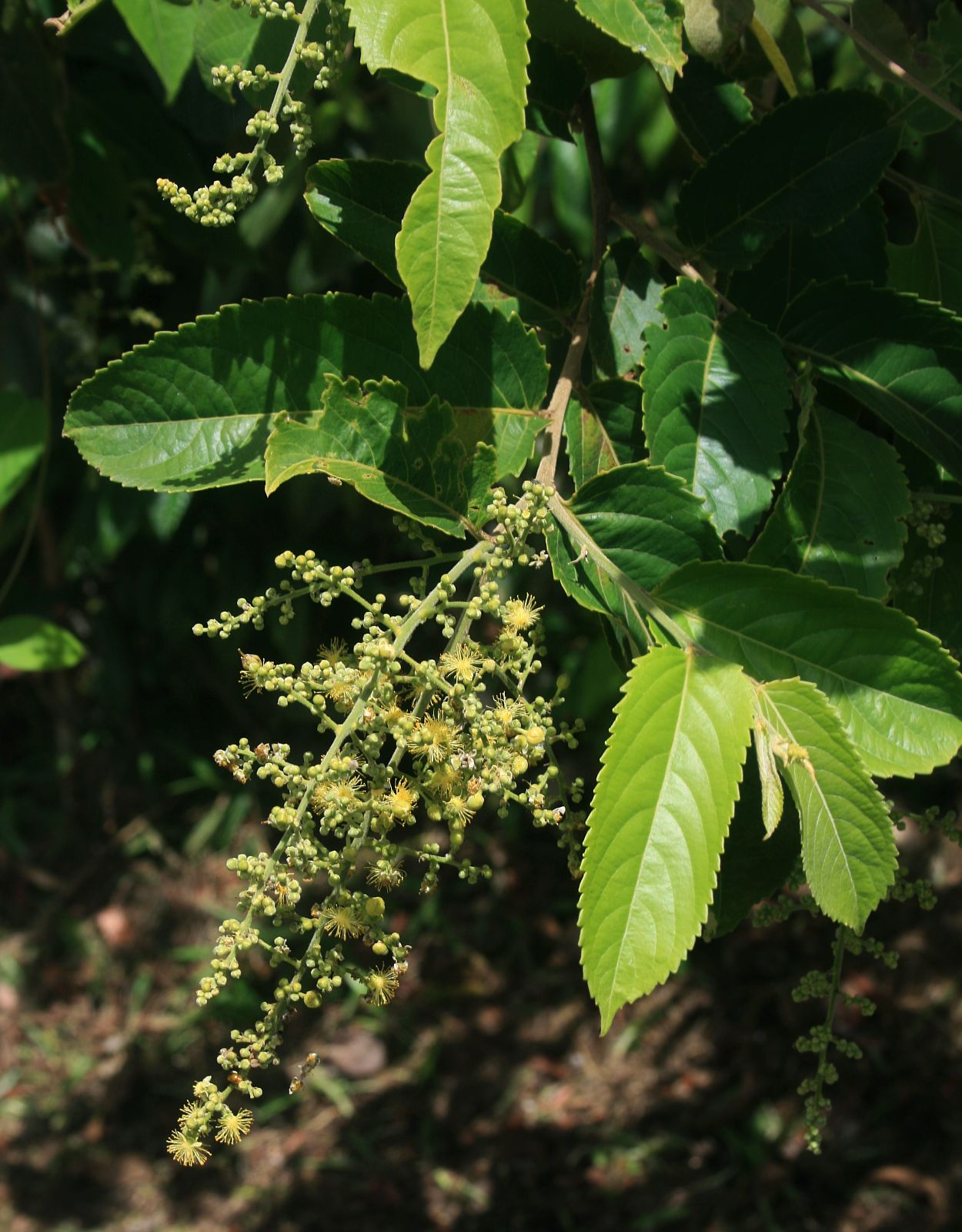
Inflorescence de Banara guianensis
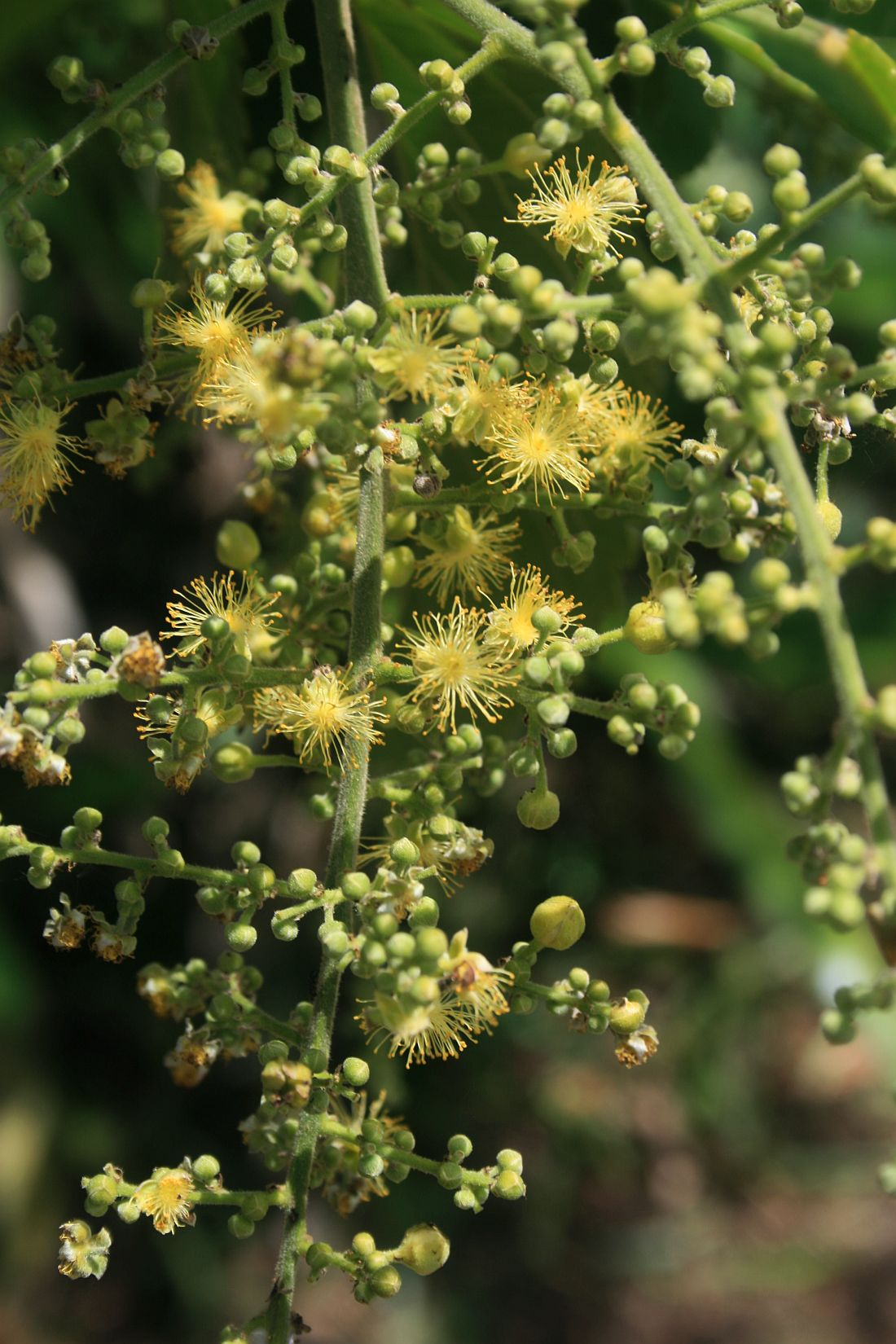
Inflorescence de Banara guianensis
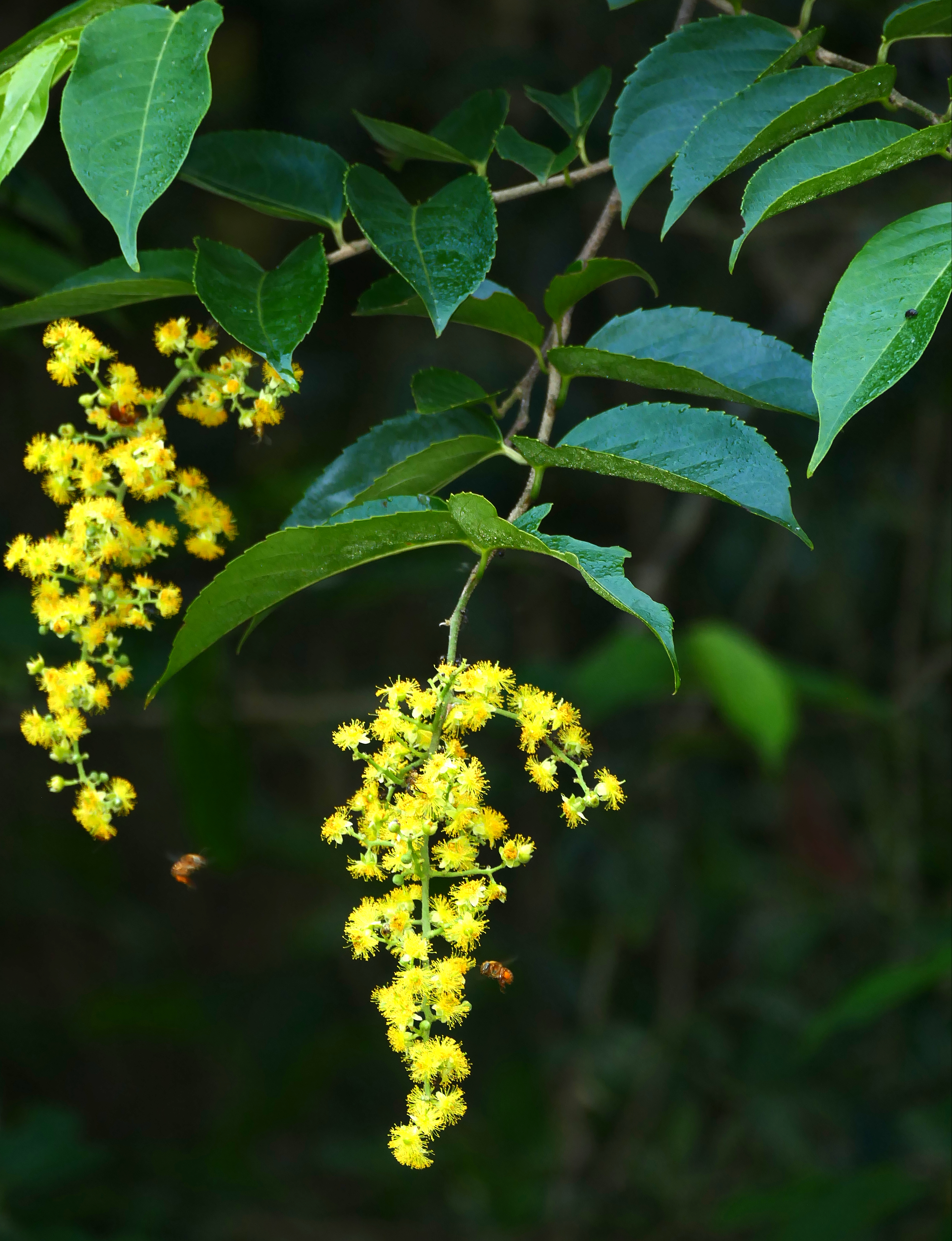
Inflorecence de Banara guianensis